# Qi Jingyi

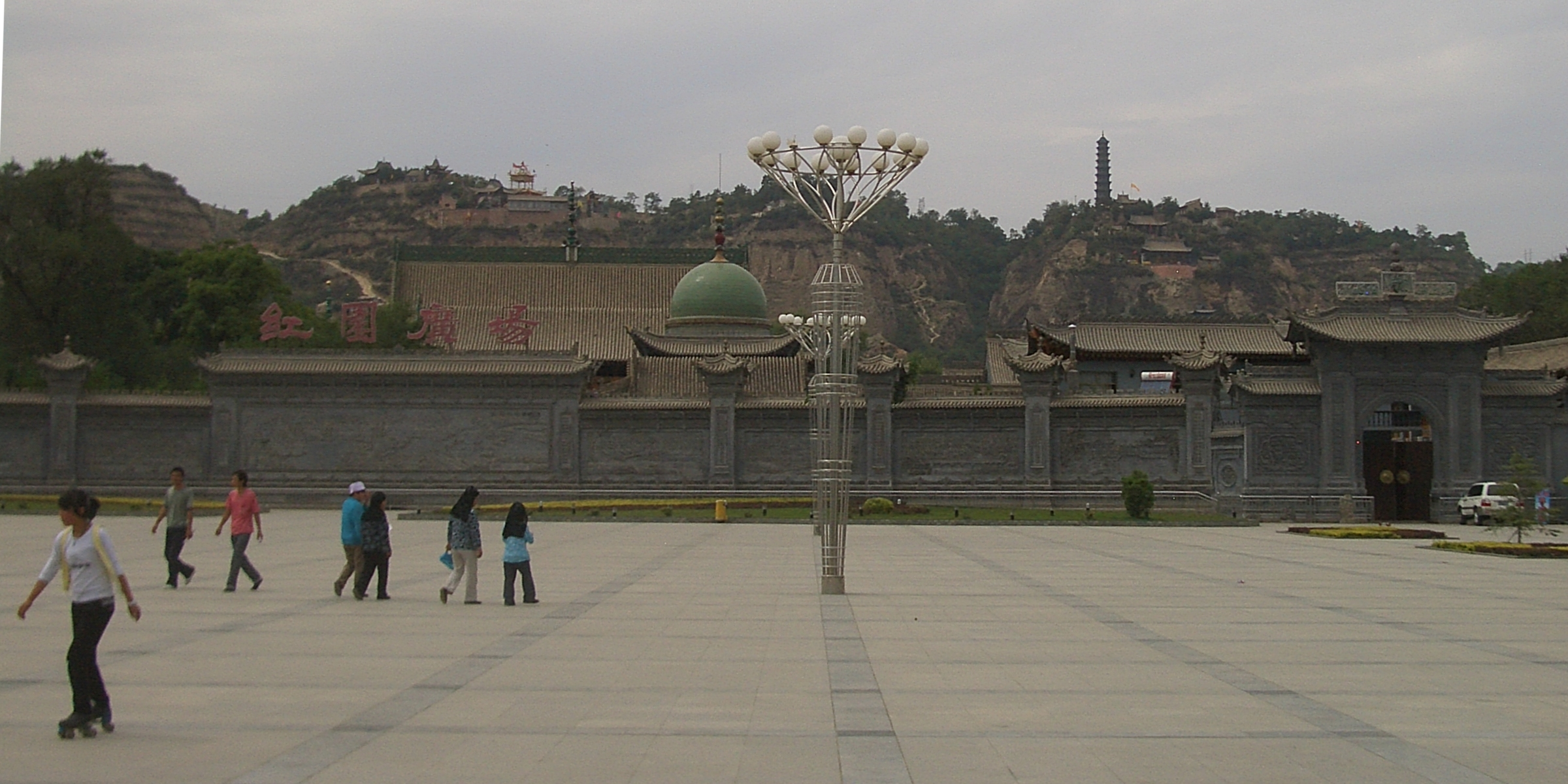
Qubba des Mausoleums von Qi Jingyi hinter der Mauer des Hongyuan-Parks in der Stadt Linxia (Gansu)

Qi Jingyi (chinesisch 祁静一; geb. 1656 in Linxia, Gansu; gest. 1719 in Xixiang, Shaanxi), alias Hilal al-Din, war  ein hui-chinesischer Gründer des Sufiordens Dagongbei menhuan, einer Unterschule der Qadiriyya. In seiner Kindheit wurde er zum Waisenkind und wurde von einer Großmutter aufgezogen. Bereits in jungen Jahren erhielt er Unterricht in der Moschee und wurde mit der traditionellen islamischen Lehre vertraut. Er erwarb Kenntnisse in Arabisch und Persisch sowie den religiösen Schriften.
Er suchte 1673 in Xining, Qinghai, Rat bei dem sich dort gerade aufhaltenden zentralasiatischen Sufi Khoja Afaq (ca. 1626–1695). Später wurde Khoja 'Abd Allah (1573–1689) sein Lehrer.
Nach einer Zeit des Rückzugs von neun Jahren war er anschließend in Sichuan, Shaanxi und anderen Provinzen unterwegs, wo er die Lehre der Qadiriyya predigte. Er lehrte die Notwendigkeit der asketischen Einsamkeit, des individuellen Gebets und der materiellen Armut. Er starb in Xixiang, Shaanxi. Nach seinem Tod wurde von seinen Anhängern in Linxia, Gansu, begraben. Sein Grab ist eine wichtige Pilgerstätte.
Der Schreinkomplex um die Große Kuppel (da gongbei) in der Stadt Linxia bildet das Zentrum der Qadiriyya in China.